# Nesticella occulta
Nesticella occulta (лат.) — вид пещерных слепых пауков рода Nesticella из семейства Пауки-нестициды (Nesticidae). Япония.

## Этимология
Видовое название происходит от латинского прилагательного occultus (скрытый, тайный). Оно связано с троглобитным образом жизни и редкостью вида, скрытого в глубокой нише единственной пещеры на острове Исигаки-дзима (Ishigaki-jima).

## Распространение
Встречается в восточной Азии: Япония.

## Описание
Мелкие пауки, общая длина около 2 мм (самки 1,75—2,48 мм). Основная окраска желтоватая. Этот вид сходен с N. kaohsiungensis из Тайваня. Новый вид легко отличить от него по сильно редуцированным глазам и отсутствию пигментации и рисунка на опистосоме (против хорошо развитых глаз, четкого рисунка на опистосоме и пигментации у N. kaohsiungensis). Кроме того, самку этого вида можно отличить от самки N. kaohsiungensis по иной форме скапуса гениталий, лишенного лопастной вершины (против заканчивающегося лопастной вершиной у другого вида).
Встречается в темной зоне пещеры типового местонахождения, характеризующейся высокой и стабильной температурой и влажностью (например, температура 25,8 °C, влажность 94,4 %). Он строит небольшие и простые паутинки среди щелей и пустот между многочисленными камнями, покрывающими пол пещеры, и на нижней части стен пещеры. Эти пауки встречаются в пещере разрозненно и довольно редко, что говорит о сравнительно небольшой численности их популяции. Полная дегенерация глаз, отсутствие пигментации и присутствие вида только в самой глубокой части пещеры позволяют предположить, что N. occulta является настоящим троглобионтом.